# Barbu Catargiu

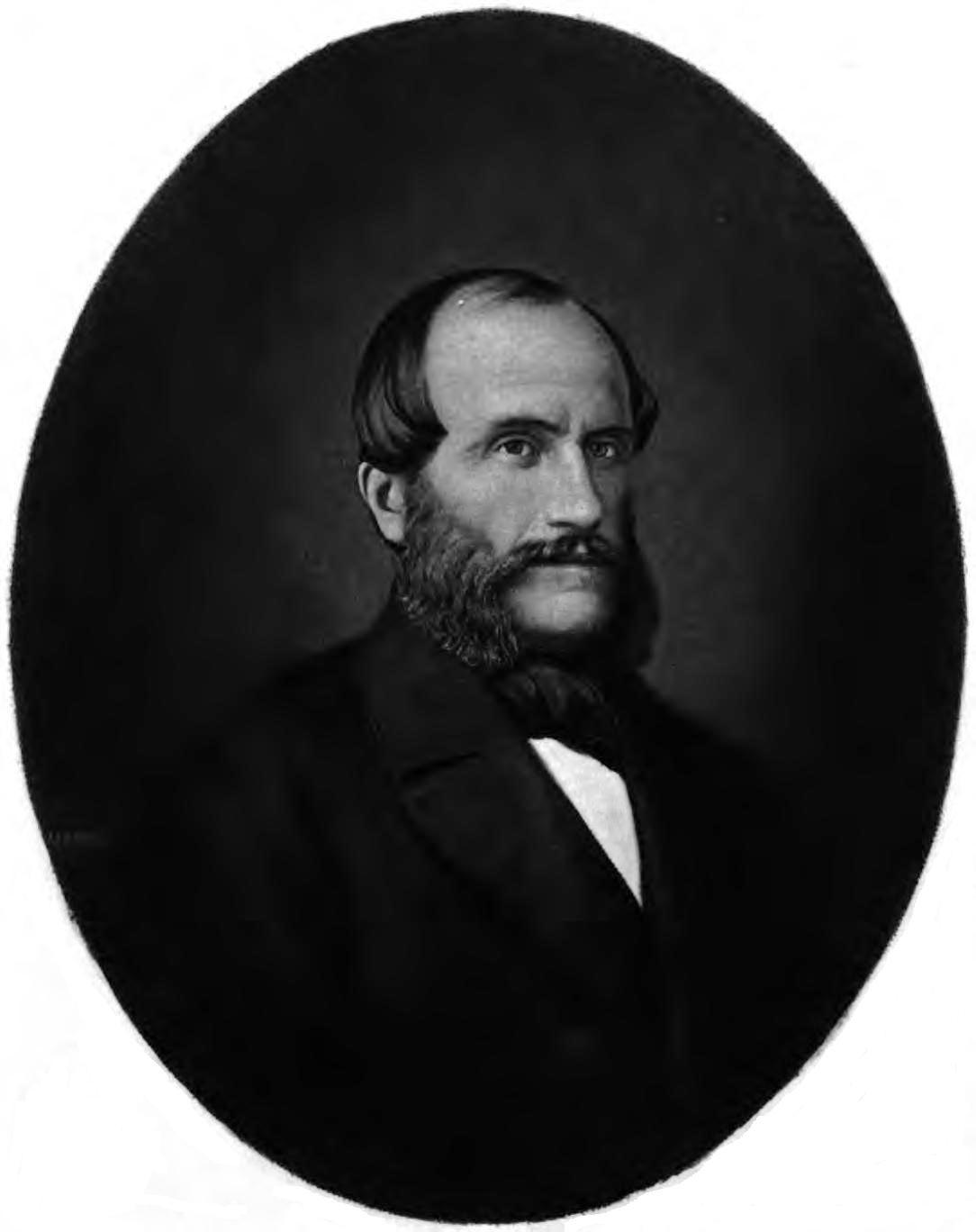
Barbu Catargiu.

Barbu Catargiu, född 26 oktober 1807, död 8 juni 1862, var en rumänsk politiker.
Catargiu var ledare för de rumänska mot agrarreformen fientligt sinnade aristokraterna. Han var ministerpresident april-maj 1861 samt i några månader 1862. Han mördades samma år.